# وجود الكريات البكيلة
وجود الكريات البكيلة (Poikilocytosis) هو اختلاف في أشكال خلايا الدم الحمراء. قد تكون الخلايا بيضاوية، أو على شكل دمعة، أو على شكل منجل، أو منقبضة بشكل غير منتظم. خلايا الدم الحمراء الطبيعية عبارة عن أقراص مستديرة ومسطحة أرق في المنتصف منها عند الحواف. الخلية البكيلة هي خلية دم حمراء ذات شكل غير طبيعي. بشكل عام، يمكن أن يشير وجود الكريات البكيلة إلى زيادة في خلايا الدم الحمراء غير الطبيعية من أي شكل، حيث تشكل 10٪ أو أكثر من إجمالي عدد خلايا الدم الحمراء.

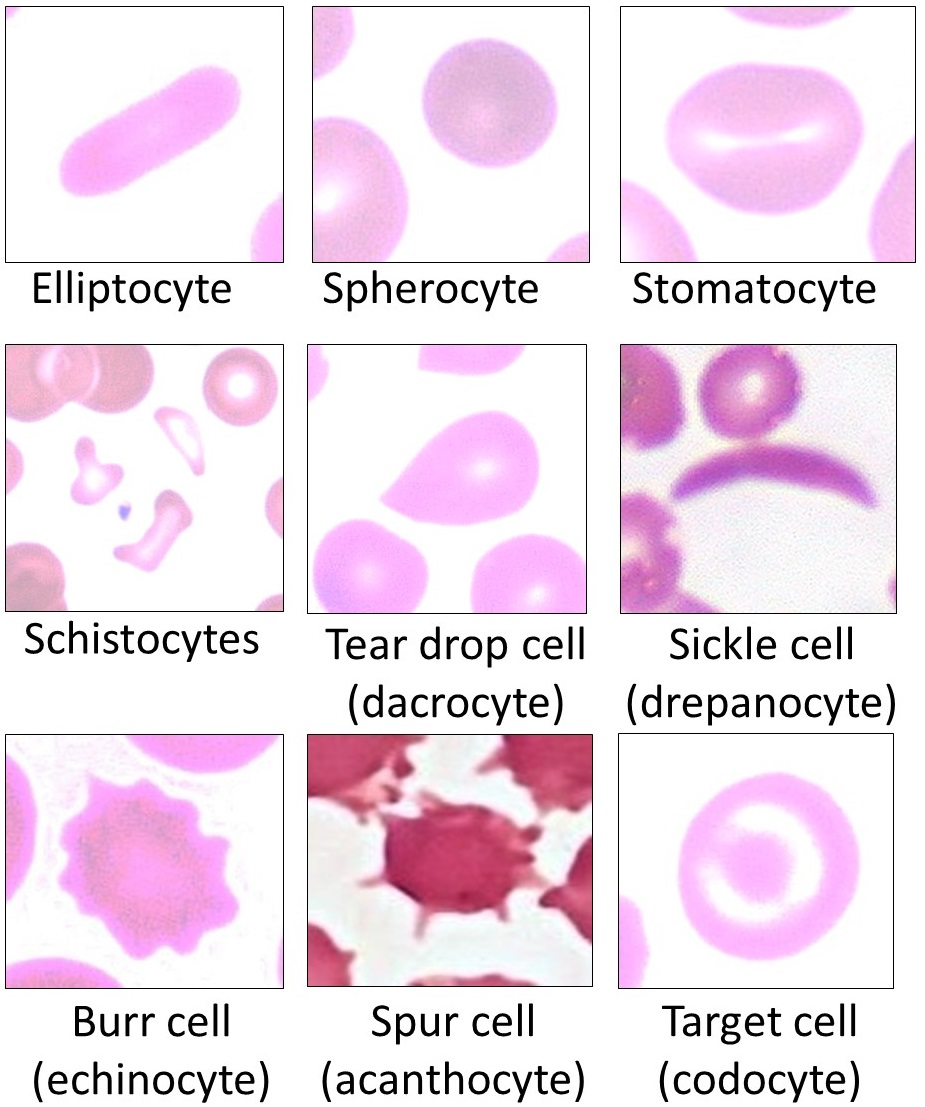
أمثلة على أنواع خلايا الدم الحمراء التي يمكن أن تؤدي إلى وجود الكريات البكيلة.

## الأنواع
- كرية شائكة (Acanthocyte).
- الكرية الإهليجية (Elliptocytes)
- كثرة الكريات الحمر الكروية (Spherocytosis)

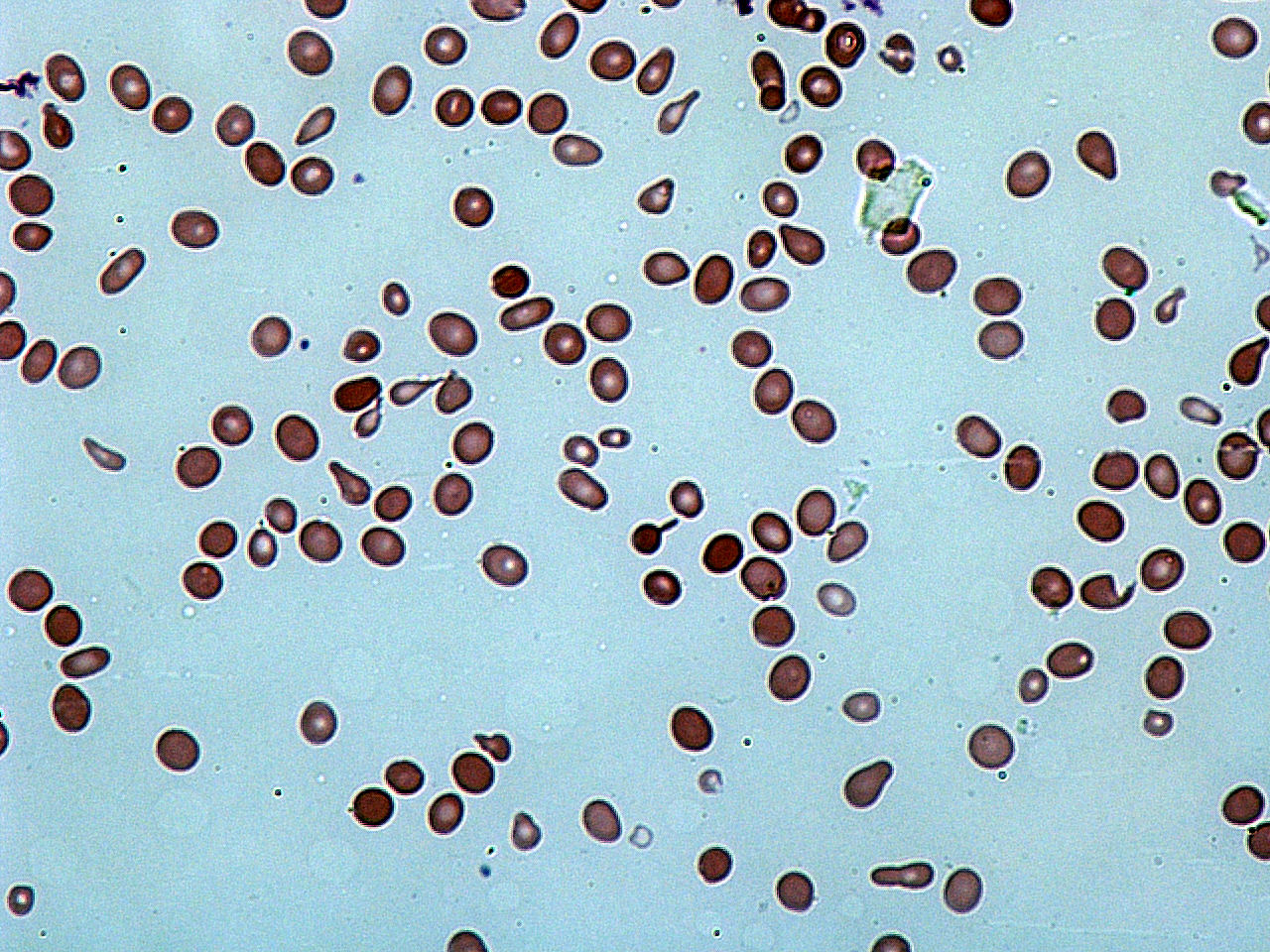
وجود الكريات البكيلة في خلايا الدم الحمراء للإنسان.

- كثرة الكريات المفوهة الوراثية
- كرية حمراء هدفية
- خلية قنفذية
- خلية معضوضة
- خلية دمعية
- داء الخلايا المنجلية

## التشخيص
يمكن تشخيص وجود الخلايا البكيلة من خلال اختبار يسمى مسحة الدم أو اللطاخة الدموية. أثناء مسحة الدم، ينشر أخصائي التكنولوجيا الطبية/عالم المختبر السريري طبقة رقيقة من الدم على شريحة مجهر ويصبغ الدم للمساعدة في التمييز بين الخلايا. ثم يقوم أخصائي التكنولوجيا/عالم المختبر السريري بفحص الدم تحت المجهر، حيث يمكن رؤية أحجام وأشكال خلايا الدم الحمراء.